# Costante di Curie
La costante di Curie è un parametro che lega la suscettività magnetica di un materiale alla sua temperatura. La costante assume la forma matematica:
{\displaystyle C={\frac {\mu _{B}^{2}}{3k_{B}}}Ng^{2}J(J+1)}
dove {\displaystyle N} è il numero di atomi che contribuiscono al magnetismo per volume unitario, {\displaystyle g} è il fattore di Landé, {\displaystyle \mu _{B}} (9.27400915e-24 J/T o A·m2) è il magnetone di Bohr, {\displaystyle J} è il numero quantico del momento angolare e {\displaystyle k_{B}} è la costante di Boltzmann.
La costante di Curie viene usata nella legge di Curie che descrive come ad un determinato valore di campo magnetico, la magnetizzazione di un materiale è inversamente proporzionale alla temperatura secondo l'equazione:
{\displaystyle \mathbf {M} =C\cdot {\frac {\mathbf {B} }{T}},}
Data la relazione fra la suscettività magnetica ed il campo magnetico {\displaystyle H}:
{\displaystyle \chi ={\frac {\mathbf {M} }{\mathbf {H} }}}
si deduce anche che la suscettività è inversamente proporzionale alla temperatura. Un grafico di {\displaystyle \chi ^{-1}} vs. {\displaystyle T} produce una retta con coefficiente angolare pari a {\displaystyle 1/C}.